# Horloge Colgate (New Jersey)

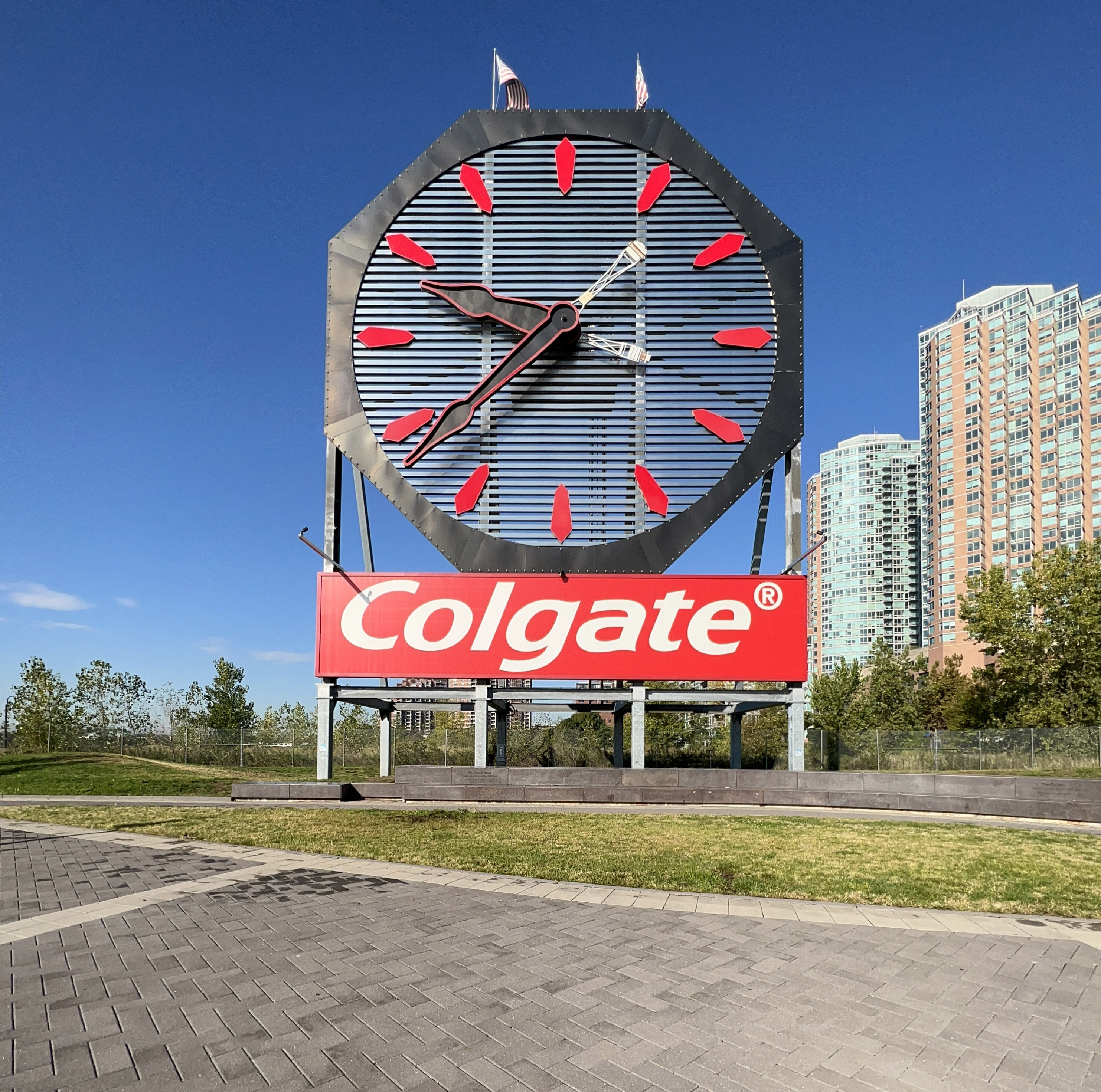
L'horloge Colgate.

L'horloge Colgate (Colgate Clock) est une horloge octogonale située devant le fleuve Hudson, à proximité du district d'Exchange Place, à Jersey City. Elle est présentement située à 400 mètres au sud de l'ancien emplacement du siège social du conglomérat Colgate-Palmolive, déplacé en 1985.
L'horloge est élevée en 1924, pour remplacer l'ancienne horloge, déplacée sur une nouvelle usine à proximité de Jeffersonville dans l'Indiana. Lors de l'inauguration, le pôle publicité de Colgate dit qu'il s'agit de la plus grande horloge du monde.
Elle a un diamètre d'environ 15 mètres (50 ft). Son aiguille des minutes pèse un peu moins de 1 000 kg (2 200 lbs).

## Galerie

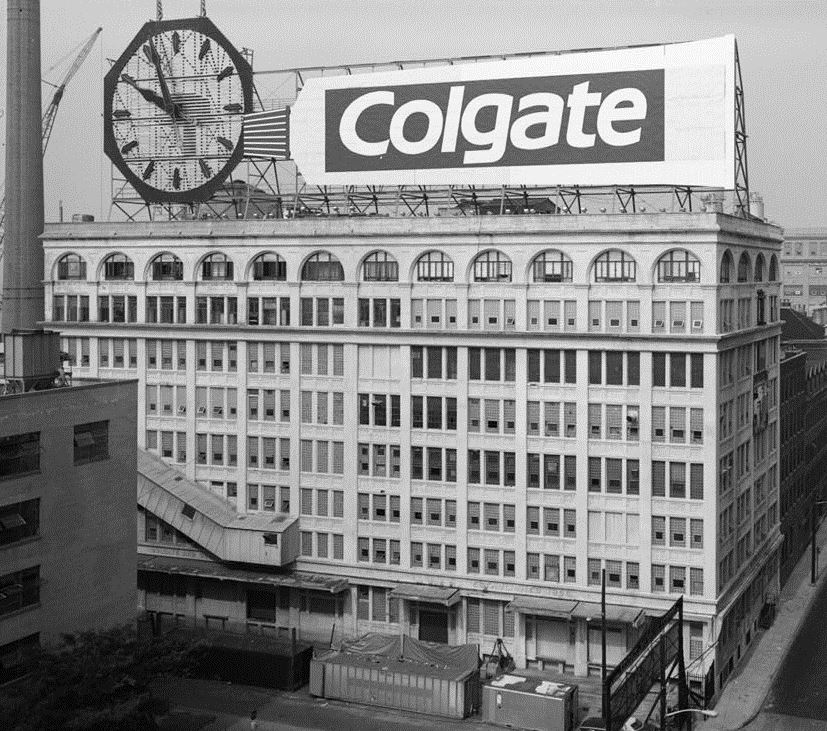
L'horloge à son lieu original.
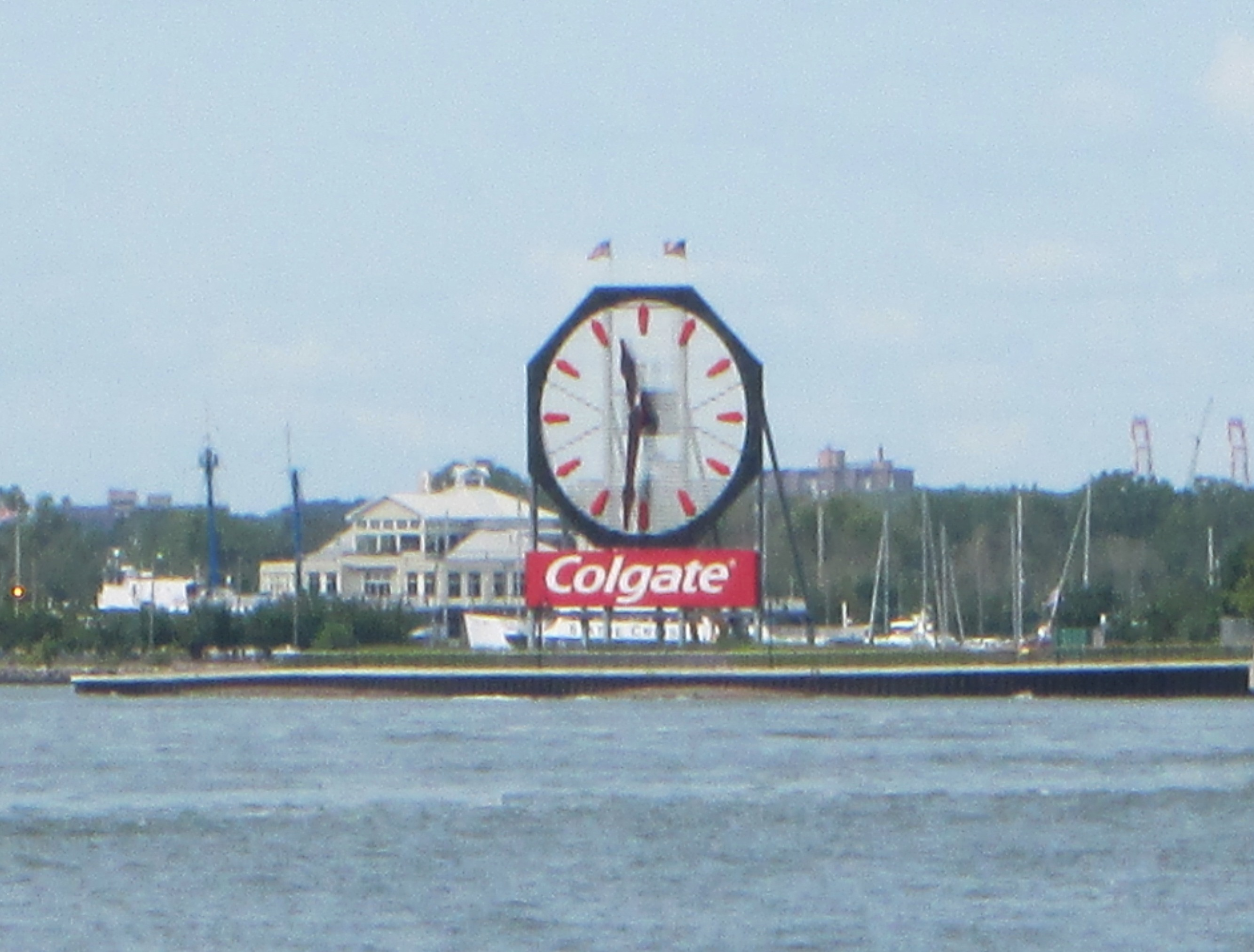
L'horloge, vue depuis Battery Park City.
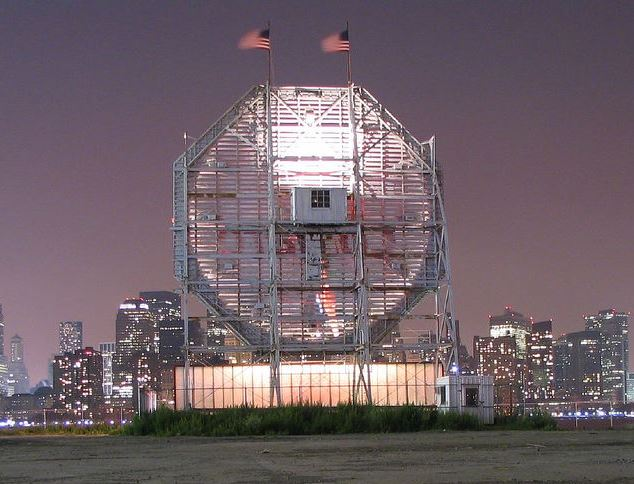
L'arrière de l'horloge, avec le Lower Manhattan en arrière-plan.
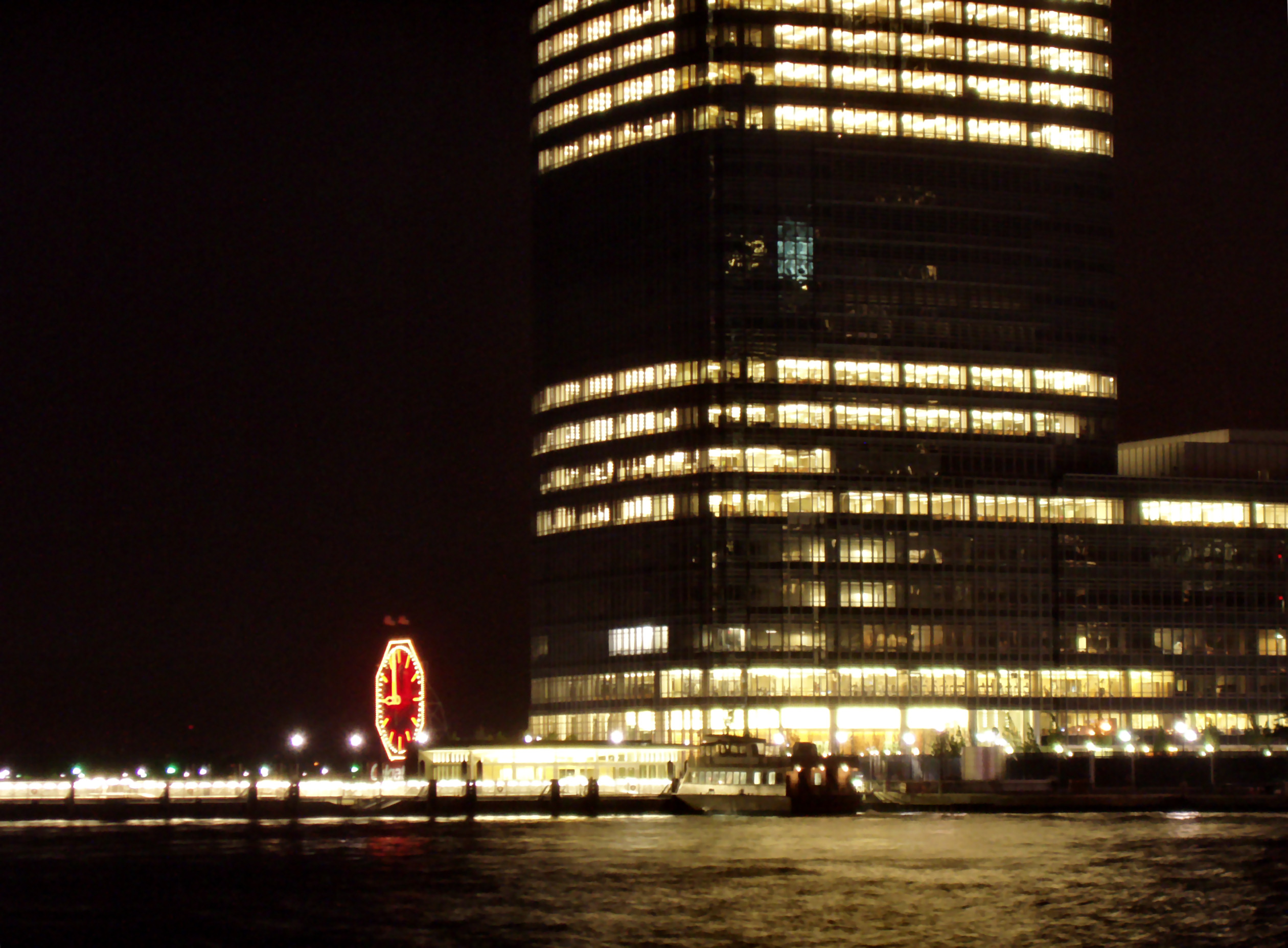
L'horloge la nuit, avec la Goldman Sachs Tower au premier plan.